# Sickbuildingsyndroom
Sickbuildingsyndroom is het geheel van gezondheidsklachten (vooral oog- een ademhalingsklachten) die de gebruikers van een gebouw bij langdurige aanwezigheid aldaar zeggen te ervaren en aan het gebouw zelf toeschrijven. Gemelde klachten zijn irritatie van de slijmvliezen van de ogen, neus en luchtwegen, een rode huid, jeuk, hoofdpijn, vermoeidheid, lusteloosheid en concentratieverlies.

## Voorkomen
In 1984 verscheen een rapport van de Wereldgezondheidsorganisatie dat stelde dat tot 30% van de nieuwe en gerenoveerde gebouwen wereldwijd mogelijk te maken hebben met klachten gerelateerd aan slechte binnenluchtkwaliteit. Het eerste opvallende kenmerk van dit ziektebeeld is dat het over het algemeen niet optreedt bij één persoon, maar bij een hele groep. Het gaat dus niet om individuele gevallen, maar doet zich het vaakst voor bij meerdere werknemers uit eenzelfde gebouw. Doorgaans gaat het om gesloten bureauruimtes met een ventilatiesysteem. Het tweede kenmerk van dit fenomeen is dat de symptomen uiteenlopend, niet-specifiek en meestal onschuldig zijn: zware vermoeidheid, prikkelbaarheid, duizeligheid, misselijkheid, irritatie van de ogen, neusverkoudheid, bekneld gevoel op de borst, meer luchtweginfecties dan normaal, enz.

## Oorzaken
Het sickbuildingsyndroom wordt vaak in verband gebracht met een slechte luchtkwaliteit, een ontbrekende of gebrekkige klimaatbeheersing. Andere oorzaken zijn chemische bestanddelen in de lucht afkomstig van bepaalde bouwmaterialen en meubelen, vuil en stof. Vocht is een belangrijke factor bij microbiologische contaminatie door schimmel(sporen) en bacteriën, die op hun beurt het sickbuildingsyndroom kunnen veroorzaken.

## Symptomen
De symptomen die verband houden met het sickbuildingsyndroom zijn vaak vergelijkbaar met symptomen die voorkomen bij menselijke blootstelling aan (bio)aerosols. Vaak voorkomende symptomen zijn irritatie van de ogen, neus en keel, neurotoxische of algemene gezondheidsklachten, huidirritatie en geur- en smaaksensaties. Schimmels en bacteriën – vaak aanwezig in te vochtige omgevingen – kunnen allergische reacties veroorzaken.
De klachten zijn veelal individueel en niet beperkt tot de opsomming hierboven. Het is belangrijk te beseffen dat ieder individu anders reageert op blootstelling aan vervuiling. Daarbij is het psychologische aspect prominent aanwezig. Door bijvoorbeeld een hoge werkdruk en bijhorende stress kan het auto-immuunsysteem aangetast worden, waardoor de weerstand tegen invloeden van buitenaf, zoals bijvoorbeeld aerosolen, gevoelig afneemt. De klachten treden gewoonlijk op na een relatief korte tijdspanne tijdens of na de aanwezigheid in een bepaald gebouw – meestal binnen een periode van enkele weken. Ze verdwijnen snel nadat het gebouw niet meer betreden wordt. In uitzonderlijke gevallen kunnen de klachten langer aanhouden.